# Turbaná
Turbaná – miasto w Kolumbii, w departamencie Bolívar.

## Demografia[1][2]
- 1985 – 9 169
- 1990 – 10 523
- 1995 – 11 833
- 2000 – 12 973
- 2005 – 14 065
- 2010 – 15 000
- 2015 – 15 728
- 2020 – 17 412
- 2025 – 18 381
- 2030 – 19 219
- 2035 – 19 909